# 实体造型

電腦產生的實體造型

实体造型（英語：Solid modelling）是用於數學和電腦建模的三維實體上的一組連貫原則，它和幾何模型以及计算机图形的差別主要在於它對物理尺度保真度的強調。幾何模型和實體模型一同構成電腦輔助設計的根基，一般可以協助物理實體的創造、交換、視覺化、製作動畫、檢查和註解。
实体造型的主要應用領域是计算机辅助设计、工程分析、计算机图形学、动画、快速原型（rapid prototyping）、医疗测试和科学研究的可视化（visualization）。

## 基本概念
- 扫掠(Sweeping)
  - 把一个元素沿着一条路径"扫出"的一个立体特征叫做面特征。这些体积要么加到物体上("拉伸(extrusion)")要么切除材料("切割路径(cutter path)").
  - 也叫做'基于草图的造型(sketcher based modelling)'.
  - 和各种制造技术类似，例如挤压(extrusion),铣(milling),车削(lathe)等等。
- 边界表示(Boundary representation)
  - 一个立体可以用其边界表面表达，然后填充成为实体.
  - 也成为'曲面造型surfacing'。
  - 和各种制造技术类似；射出成型(Injection moulding)、铸造(casting)、锻造(forging)、热塑加工(thermoforming)等等。

- 参数化体素(也称基元)实例化Parameterized primitive instancing.
  - 从一个参数化的体素库中挑出并指定参数得到一个物体
  - 例如，螺栓在库中有一个模型，通过修改它的参数集合这个模型可以用于所有螺栓的尺寸

- 空间占领(Spatial occupancy,或空间枚举)
  - 整个空间子分成规则块(cell，或细胞，胞腔)，物体通过指定它占据了那些块来表示。
  - 这样表示的物体可用于有限差分析
  - 这通常是在模型完成之后作的，作为分析软件的预处理的一部分。
- 分解Decomposition
  - 和"空间占据"类似，但是块可以不规则，也不用"预编织".
  - 这样表示的模型可以用于有限元分析
  - 这通常是在模型完成之后作的，作为分析软件的预处理的一部分。
- 构造实体几何(Constructive solid geometry).
  - 用象并，差，交这样的布尔操作把简单的物体组合起来，通常有树形的等级结构(组合体可以再组合)。
- 基于特征的造型(Feature based modelling)
  - 物体和操作的复杂组合可以作为一个单元一起修改和复制
  - 操作的顺序存储在一個樹狀結構(boolean tree or feature tree)中，参数的改变可以在树中传播(propagate)。
- 参数化造型(Parameteric modelling)
  - 特征的属性被参数化，并给予标签(变量名)而不仅是固定的数字尺寸，整个模型的参数间的关系也记录下来，使得参数值的改变变得更简单。
  - 几乎总是和特征联合使用，称为基于特征的参数化造型系统。

## 实体造型 CAD
因为PC的高速发展和有竞争力的软件价格，实体造型系统在过去十年中成了工程专业的常识课。它们是机器设计者的重要工具。
实体造型软件为机器设计和分析创造了一个虚拟现实。和操作者的界面得到了高度优化，包括可编的宏命令，键盘快捷键和动态模型操作。动态转动模型，实时三维明暗图的功能得到了强调，以帮助设计者维持思考中的三维影像。
设计者通常可以在其他人也在同时工作的时候对模型进行处理。例如，几个人同时设计一台有很多零件的机器。新零件创建后加入到装配模型。每个设计者都可以处理装配模型，并一边工作和加工他们自己的零件。整个设计的演变对所有参与者都是可见的。
一个实体模型通常由一组特征组成，一个一个加上去，直到模型完成。工程实体模型通常主要由基于草图的特征组成；二维草图沿着路径扫掠形成三维特征。这些可以是切割，也可以是拉伸等等。
另一类建模技术是'曲面造型'。其中，先定义曲面，然后裁剪，合并，最后填充成为实体。曲面通常由空间中的数据曲线和很多不同的复杂指令定义。曲面造型更困难，但是对于注模之类的制造技术应用起来更好。注模零件的实体模型通常既有曲面造型也有基于草图的特征。
另一个曲面造型很有优势的例子是车身面板。如果两块面板有不同的曲率半径，并融合在一起，保持切向连续性(意思是融合的表面方向不会突然改变只会光滑的改变)是不够的。在两块区域之间必须有连续的曲率变化率，否则他们的反射看起来会断开。
工程图纸是通过索引实体模型半自动的创建的。
这些软件包的学习曲线很陡，但是能够掌握这些软件的熟练机械设计者会有很高的效率。
实体造型软件(至少)必须做到以下这些:
- 对实体零件建模
- 对零件的装配建模
- 维护零件和装配件的库
- 计算零件和装配件的质量属性
- 反映建造零件所需的'材料表'
- 从实体模型建立工程图纸
- 通过明暗图，转动，隐藏线消除等技术帮助更好的显示模型

多数现代的软件包还包括附加的功能:
- 双向参数关联(任何特征的改变会反映在所有和该特征有关的信息中:图纸，质量属性，装配，等等，反过来也是一样)
- 装配件的运动，碰撞，和间隙检测。
- 专门的附加模块(有限元分析，钣金，曲面造型，管/缆布线，电子部件封装...)
- 控制文档和改版级别的管理
- 模型中包含可编程代码以控制和关联模型的相关属性
- 数控机床的自动编程
- 真实感绘制
- 和其他软件包交换数据用的引入/导出程序
- 可编程的设计学习和优化
- 自动壳特征创建
- 自动轴特征创建
- 高级的视觉分析程序，用于轴，曲率，曲率连续性...

## 参数化实体造型 parametric solid modelling

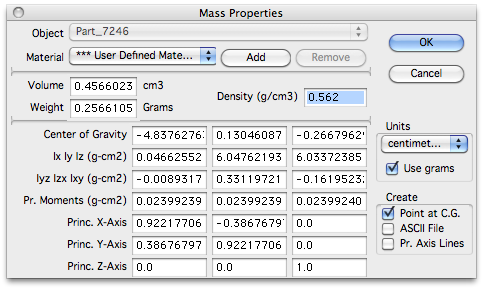
調整參數的軟體範例

三维CAD的一场革命始于1989年，当时第一个参数化造型系统T-FLEX在PC上发布了。Pro/ENGINEER也于同年发行。现在大部分实体造型系统都是参数化的。
参数化造型用参数来定义模型(例如尺寸)。参数可以以后修改，模型会更新以反映所作的改动。
例子：一个轴通过拉伸一个圆100mm产生。一个毂装配在其尾端。后来，轴改成200mm长(点击轴，选择长度尺寸，改为200mm)。当模型更新的时候轴变成200mm长，毂会重新定位到它所装配到的那个尾端，工程图纸和质量属性会自动反映所有的变化。
参数的例子有：用于创建模型特征的尺寸，材料密度，描述扫掠特征的公式，引入的数据(例如，描述参照曲面的数据)。
参数化造型和明显也很直观。但是CAD的头三十年却不是这样的。修改就意味着重化，或者在旧模型的上面增加新的切割或伸展。工程图纸上的尺寸不是根据模型显示,而是直接造出来的。
参数化造型功能强大，但是模型建造过程需要相当的技巧。为一个注模零件制作的复杂模型可能包含上千个特征，修改早先建立的特征可能导致后续特征创建失败。有技巧的创建的参数化模型更易于维护和修改。
参数化模型易于数据重用。譬如一整族的带头螺钉可以从一个模型得到。
计算机产生的人物的动画是参数化造型的一个例子。恰恰·賓克斯(Jar Jar Binks，星战人物)用一组定位关键肢体位置的参数描述。模型从这些位置开始建造。对每一帧进行参数修改和模型重建就得到了动画。

## 医用实体造型
现代计算机断层摄影(俗称CT)和核磁共振扫描仪可以为体内特征构造实体模型
医学实体造型的用途:
- 可视化
- 特殊组织的可视化(譬如血管和肿瘤)
- 为快速原型提供实体模型数据(例如，用以辅助外科医生准备困难的手术).
- 把医学实体模型和计算机辅助设计实体模型结合起来(例如，用于设计髋关节替代部件)

### 商业实体造型系统
- Alibre（页面存档备份，存于）
- AutoCAD
- Inventor
- Euclid-IS
- Pro/ENGINEER（页面存档备份，存于）
- Catia
- Unigraphics（页面存档备份，存于）
- Solid Edge（页面存档备份，存于）
- Solid Works（页面存档备份，存于）
- ParaLogix（页面存档备份，存于）
- Tekla Structures（页面存档备份，存于）
- SMLib（页面存档备份，存于）
- KeyCreator
- OpenCascade（页面存档备份，存于）
- Spatial's (SAT format)（页面存档备份，存于）
- IronCAD（页面存档备份，存于）

### 免费实体造型系统
- BRL-CAD（页面存档备份，存于）